# Дік Делл
Дік Делл (англ. Dick Dell; нар. 29 вересня 1947) — колишній американський тенісист.
Здобув 2 парні титули.
Найвищим досягненням на турнірах Великого шолома було 3 коло в парному розряді.
Завершив кар'єру 1977 року.

## Фінали Гран-прі за кар'єру

### Парний розряд: 2 (2–0)
| Результат | W/L | Дата | Турнір                  | Покриття | Партнер       | Суперники                     | Рахунок       |
| --------- | --- | ---- | ----------------------- | -------- | ------------- | ----------------------------- | ------------- |
| Перемога  | 1–0 | 1972 | Токіо, Японія           | Тверде   | Шервуд Стюарт | Марсельйо Лара Джефф Сімпсон  | 6–3, 6–2      |
| Перемога  | 2–0 | 1974 | Мастерс Цинциннаті, США | Тверде   | Шервуд Стюарт | Джеймс Ділейні Джон Вітлінгер | 4–6, 7–6, 6–2 |